# Landolphia hispidula
Landolphia hispidula är en oleanderväxtart som beskrevs av Jean Baptiste Louis Pierre. Landolphia hispidula ingår i släktet Landolphia och familjen oleanderväxter. Inga underarter finns listade i Catalogue of Life.